# Cybele Ethel Kirk
Cybele Ethel Kirk (1er octobre 1870 – 19 mai 1957) est une travailleuse sociale et de tempérance néo-zélandaise, suffragiste et enseignante. Kirk est l'une des premières femmes nommées juge de paix en Nouvelle-Zélande. Après avoir servi pendant de nombreuses années en tant que présidente de la section de Wellington de la Women's Christian Temperance Union New Zealand (en), elle est élue en 1930 secrétaire de séance de l'Union nationale. Elle est simultanément présidente du National Council of Women of New Zealand (en) de 1934 à 1937. Elle est élue présidente de la WCTU NZ en 1946, poste qu'elle occupe jusqu'en 1949.

## Jeunesse
Kirk est née à Auckland en Nouvelle-Zélande le 1er octobre 1870. Ses parents sont Sarah Jane et Thomas Kirk. Son père est un botaniste passionné, conservateur de musée et professeur de sciences naturelles au Wellington College. Elle est l'une de leurs neuf enfants dont cinq, dont Thomas, Harry et Lily, ont survécu jusqu'à l'âge adulte. Elle utilise le nom de Cybele lorsqu'elle est enfant, mais plus tard, celui d'Ethel. Quand elle a trois ans, sa famille déménage à Wellington alors que son père poursuit sa carrière en botanique. Elle, ses sœurs et sa mère aident son père en ramassant des plantes.

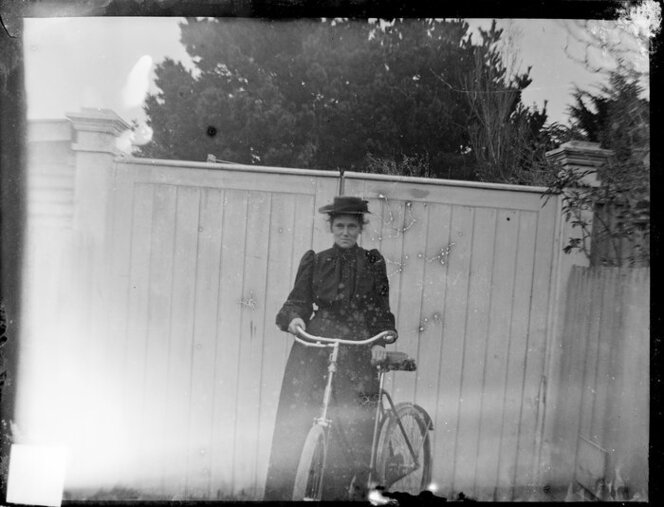
Cybèle Ethel Kirk et son vélo, symbole des droits des femmes, dans les années 1890 à Wellington, en Nouvelle-Zélande

En 1893, Cybele Kirk est l'une des 30 000 femmes qui signent la pétition demandant au Parlement néo-zélandais d'étendre le droit de vote politique aux femmes. À cette époque, elle vit sur rue Brougham à Mt. Victoria, Wellington.
En 1898, son père Thomas Kirk décède et Cybele utilise ses compétences d'enseignante d'école du dimanche pour obtenir un emploi rémunéré en tant qu'enseignante dans une école primaire. Elle s'intéresse à ce travail et, en 1905, elle cofonde la Richmond Free Kindergarten Union.

## Activisme humanitaire
Sa mère décède en 1916 et elle déménage à Riverbank Road à Ōtaki, où elle obtient un emploi d'enseignante au Ōtaki Maori Boys College. En 1918, elle s'occupe de l'épidémie de grippe, organise et dirige un hôpital d'urgence de 30 lits avec seulement l'aide de bénévoles. Elle reste au collège jusqu'en 1921. Sa sœur, Lily, décède cette année-là et Kirk devient secrétaire de la Société néo-zélandaise pour la protection des femmes et des enfants en 1924. Elle conserve ce poste jusqu'en 1937, s'occupant des mères abandonnées, célibataires et des personnes atteintes d'alcoolisme. Cybèle est très populaire parmi les femmes servies par la société. Comme le rapporte The White Ribbon : « Lorsqu'elle prend ses vacances, les membres du Comité, qui s'occupent du bureau et des visites, sont constamment confrontés à cette plainte : "Miss Kirk n'est-elle pas ici ?" ou "Je pensais que Miss Kirk viendrait me voir". ».

## Women's Christian Temperance Union of New Zealand
Kirk sert pendant de nombreuses années comme secrétaire de la WCTU de Wellington à partir du milieu des années 1890, aidant souvent sa mère Sarah Jane Kirk et sa sœur Lily May Atkinson dans l'évangélisation de la tempérance autour de Wellington et le long de la côte ouest de la Nouvelle-Zélande. Par exemple, en 1897, Lily forme une branche syndicale à Petone, axée sur une guilde de couture pour filles. Cybele Kirk effectue une visite à Petone plus tard cette année-là pour aider à l'organisation de réunions visant à aider au recrutement et à la diffusion de la littérature sur la tempérance.

En 1903, Kirk est la surintendante nationale du département des stupéfiants de la Women's Christian Temperance Union of New Zealand (WCTU NZ), soulignant la nécessité d'une littérature supplémentaire sur les effets débilitants du tabac. Elle est particulièrement préoccupée par le taux de tabagisme chez les jeunes enfants. En présentant son rapport à la convention nationale cette année-là, elle « démontre ses propres méthodes de procédure pour convaincre les petits garçons de renoncer à l'usage de la cigarette interdite ».

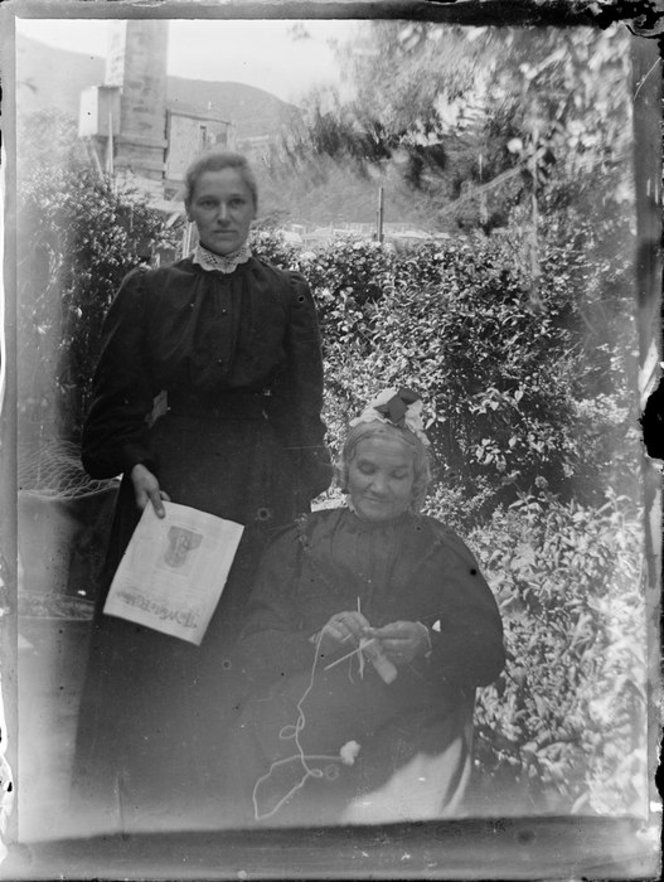
Cybèle tenant le numéro d'octobre 1898 du White Ribbonu à côté de sa mère Sarah Jane Kirk.

En 1930, alors quelle vit à Karori, une banlieue de Wellington, et continue à servir comme présidente du syndicat de Wellington, Kirk est élue nouvelle secrétaire de séance de la WCTU au niveau national. Elle commence à faire du lobbying auprès des politiciens en faveur des femmes au chômage. Par exemple, en 1931, elle participe à une délégation du National Council of Women of New Zealand demandant à l'honorable JG Coates de fournir un emploi financé par le gouvernement, affirmant qu'elle « connait personnellement de nombreuses mères, avec leurs enfants, qui sont avares de nourriture et manquent des choses nécessaires à la vie ». Elle travaille également au nom de la WCTU de Wellington, avec Nellie Jane Peryman, pour demander au ministre de la Justice de fermer les tribunaux au public lorsque des affaires d'entretien, de séparation et de filiation sont entendues. Kirk explique : « Les jeunes femmes sont obligées de raconter des détails intimes devant une foule d'hommes oisifs et curieux, alors la jeune fille devient un personnage marqué, et est souvent suivie hors de la Cour par l'un des oisifs, et sa situation devient pire que jamais. »
Kirk est surintendante du département d'hygiène sociale et morale de la WCTU NZ et établit un lien entre la tempérance et les dangers des rapports sexuels non protégés. Elle fait pression pour les droits des femmes, même face aux craintes populaires de voir les soldats de retour au pays ramener des maladies vénériennes à leurs femmes. Kirk soutient que tout homme « dont le sens moral est limité » pourrait dénoncer une femme à la police qui la forcerait alors à être examinée. En vertu du Règlement sur les maladies vénériennes de 1914, le gouvernement commence à utiliser les premiers traceurs de contact officiels, et les personnes peuvent être obligatoirement testées et traitées pour les maladies vénériennes.
Lors de la convention de la WCTU NZ de 1946 à Christchurch, Kirk est élue présidente. Elle est une dirigeante populaire, occupant ce poste jusqu'en 1949.

« Qui, l'ayant vue et écoutée dans les congrès, peut oublier la note d'humour si habilement utilisée lorsque les discussions devenaient ennuyeuses ou que l'émotion s'exaltait. Un véritable esprit et un talent pour l'expression heureuse firent que tous les auditeurs écoutèrent avec un regard nouveau d'attente sur leurs visages lorsque Miss Kirk se leva et, avec une courtoisie très charmante, dit exactement ce qui allait clarifier l'atmosphère, apporter au débat fatigant juste le peu d'information qui manquait, et un bruissement de rires se fit entendre dans toute la salle. »

Après son mandat de présidente, elle continue à travailler pour la WCTU NZ. Elle remplace le président actuel en cas de besoin, par exemple en 1951 elle représente le président de la WCTU NZ à une conférence du Conseil national des femmes à Christchurch, puis à nouveau à une conférence pan-pacifique l'année suivante.

## National Council of Women of New Zealand

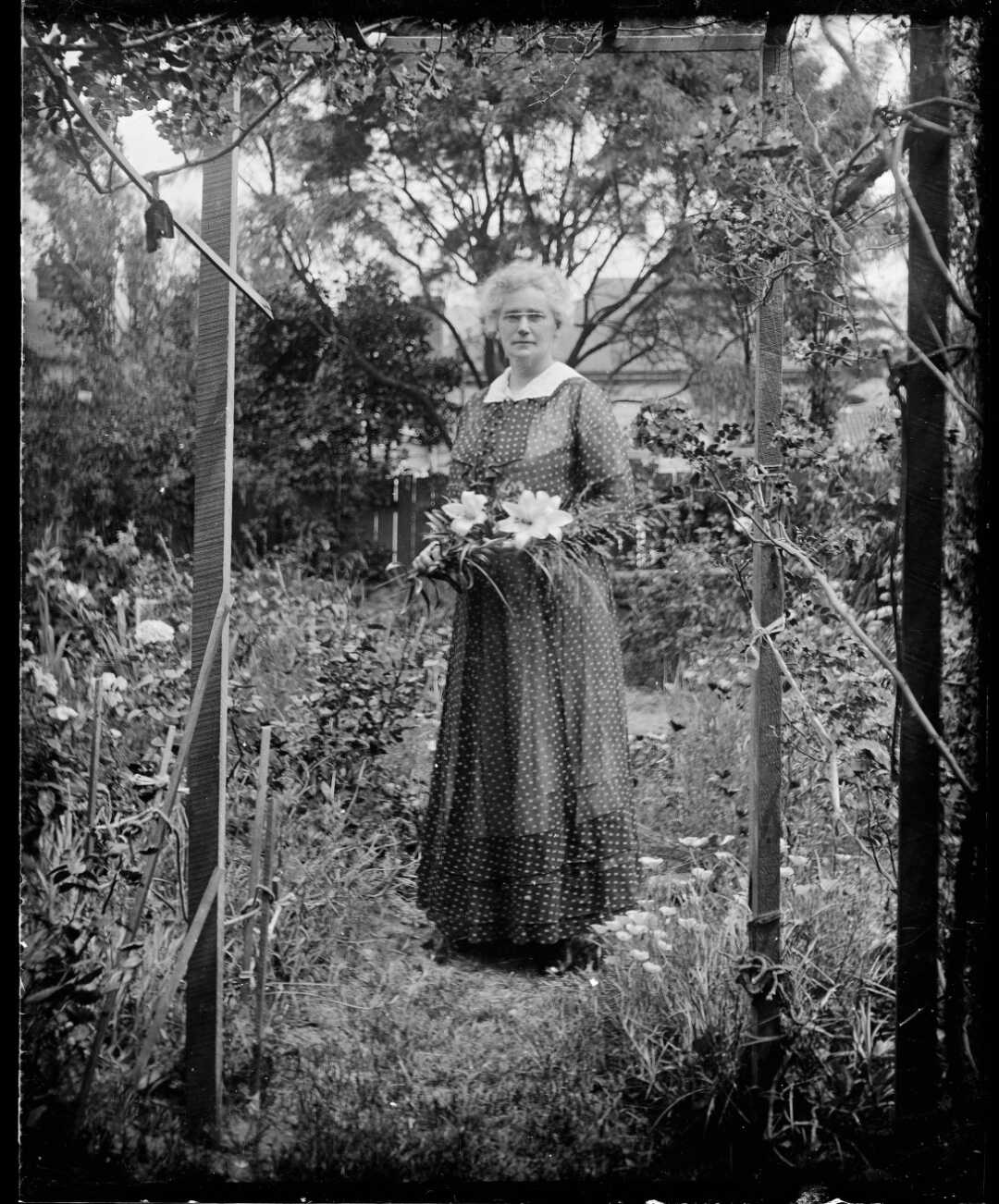
Cybele Kirk dans la cinquantaine

Cybile Kirk est présidente du National Council of Women of New Zealand (NCWNZ) de 1934 à 1937, pour un mandat de trois ans. Son objectif est de « réaffirmer le droit des femmes à un emploi rémunéré ». En 1934, elle représente la Nouvelle-Zélande à la conférence du Conseil international des femmes à Melbourne. Son puissant discours en tant que présidente de la NCWNZ lors de la conférence de Dunedin en 1935 appelle les femmes à se présenter comme candidates au Parlement néo-zélandais : « Le monde a été fait pour les hommes et les femmes, par conséquent, les deux doivent prendre une part appropriée dans la conduite des affaires mondiales. ».
Elle continue sa participation au NCWNZ pendant de nombreuses années par la suite. Par exemple, à la conférence de la NCWNZ de 1945 à Napier, Kirk assiste en tant que représentante de la WCTU NZ : « C'était la première conférence à laquelle huit sociétés organisées au niveau national avaient une représentation officielle. »

## Distinctions
Kirk reçoit la médaille du jubilé d'argent du roi George V en 1935 pour son service à sa communauté.

## Décès
Cybele Ethel Kirk décède le 19 mai 1957 et est enterrée près de ses parents et de sa sœur Lily May au cimetière Karori à Wellington.

## Lectures complémentaires
- (en) Raewyn Dalziel, Women together: a history of women's organisations in New Zealand: nga ropu wahine o te motu, Wellington, NZ, Daphne Brasell Associates/Historical Branch, Department of Internal Affairs, 1993, 72–75 p., « New Zealand Women's Christian Temperance Union 1885– ».
- (en) Betty Holt, Women in Council: A History of the National Council of Women of New Zealand, Wellington, New Zealand, National Council of Women of New Zealand, 1980.
- (en) Dorothy Page, The National Council of Women, A Centennial History, Auckland, New Zealand, Auckland University Press, 1996.
- (en) Margaret Tennant, The fabric of welfare: voluntary organisations, government and welfare in New Zealand, 1840–2005, Wellington, NZ, Bridget Williams Books, 2007.
- (en) Jeanne Wood, A Challenge Not a Truce: A history of the New Zealand Women's Christian Temperance Union, 1885–1985, Nelson, New Zealand Women's Christian Temperance Union, Inc., 1986